# Le Pont de Narni
Le Pont de Narni est une peinture du pont d'Auguste à Narni (Ombrie) réalisée en 1826 par l'artiste français Jean-Baptiste-Camille Corot. Le tableau est exposé au Musée du Louvre à Paris. 

## Historique
La peinture est le résultat d'un séjour de jeunesse de Corot en Italie. Elle a été réalisée en septembre 1826, et a servi de base pour la composition plus grande et plus achevée de la Vue à Narni, qui avait été exposée au Salon de 1827, et est actuellement à la Galerie Nationale du Canada, à Ottawa.
L'étude de Corot est une réconciliation entre la peinture traditionnelle et les objectifs de la peinture de plein air :

« Si profondément Corot a admiré Claude Gellée et Poussin, entièrement fait-il comprendre leur travail, que depuis le début, il a vu la nature en leurs termes....En moins d'un an (depuis son arrivée à Rome), il a atteint son objectif de combler le fossé entre la fraîcheur de la peinture de plein air et les principes d'organisation de la composition du paysage classique. »

— Peter Galassi